# Vitali Klytsjko
Dr. Vitali Volodymyrovytsj Klytsjko (Oekraïens: Віталій Володимирович Кличко) (Bjelovodsk (Kirgizische SSR), 19 juli 1971) is een Oekraïense politicus en voormalig bokser. Sinds 5 juni 2014 is hij de burgemeester van Kiev. Tijdens de Euromaidan-protesten in Oekraïne in 2013-2014 is hij uitgegroeid tot een oppositieleider. Sinds 2006 deed hij verschillende pogingen om gekozen te worden in het parlement.
Hij was driemaal wereldkampioen in het zwaargewicht boksen, eerst van de World Boxing Organization (1999-2000) en later tweemaal van de World Boxing Council (2004-2005 en 2008-2013). Van zijn 47 professionele bokspartijen won hij er 45 waarvan 41 op knock-out. Zijn jongere broer is bokskampioen Volodymyr Klytsjko.

## Biografie

### Herkomst en opleiding

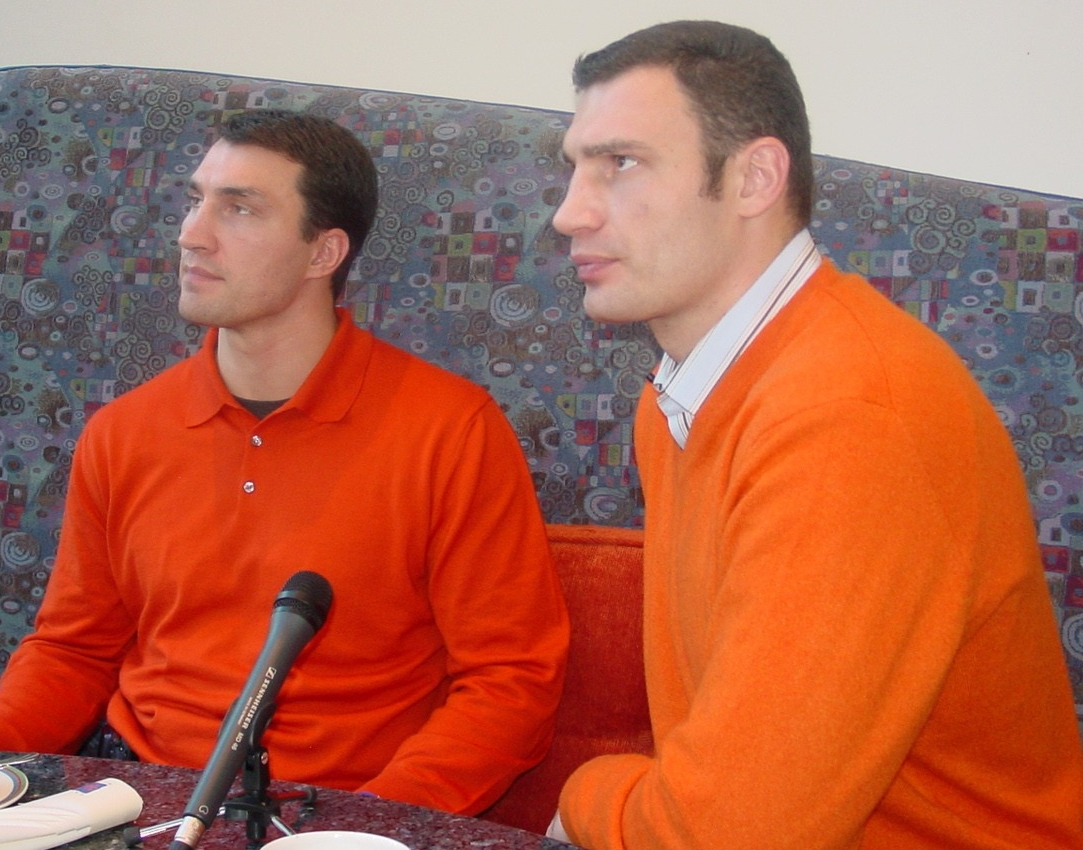
Vitali en Volodymyr Klytsjko

Vitali Klytsjko werd geboren als zoon van de Oekraïense officier van het Sovjetleger Volodymyr Rodionovytsj Klytsjko en de Oekraïense pedagoge Nadia Oeljanivna Klytsjko. Volodymyr Klytsjko is zijn jongere broer. Sinds 1996 is hij getrouwd. Met zijn vrouw Natalia heeft hij drie kinderen. In 2000 promoveerde hij in sportwetenschappen.

### 1985 tot 1992: Kickboksen
Hij kwam voor het eerst met deze sport in aanraking op 13-jarige leeftijd op een Sovjet militaire basis in Hradcany waar hij sinds de overplaatsing van zijn vader woonde. Voor de kinderen van de militairen was ter vermaak op de basis een boksgroep opgericht. In 1985 verhuisde het gezin naar Kiev. Klytsjko bleef boksen, maar zijn aandacht ging met name naar het kickboksen. Hij begon met het uitoefenen van deze sport onder begeleiding van Andrei Schistow. Binnen drie jaar werd hij kampioen van de stad, hierna Oekraïens kampioen en winnaar van de Spartakiade. Hij werd als kickbokser toegelaten in het nationale jeugdteam van de Sovjet-Unie. In het voorjaar van 1989 deed hij op uitnodiging van West Palm Beach mee aan een wedstrijd tegen het Amerikaanse jeugdteam. De 17-jarige Klytsjko verloor zijn wedstrijd.
Door de militaire dienst was hij genoodzaakt zijn sportcarrière te onderbreken. Hij vervolgde zijn training bij ZSKA onder leiding van Vladimir Zolotarjov. Hij trainde hier zowel het boksen als het kickboksen. In 1991 won hij als sporter van het leger de wereldkampioenschappen kickboksen in Parijs. In totaal won hij zes wereldtitels bij het kickboksen. Tweemaal als amateur en viermaal als professional. Als kickbokser beleefde hij zijn enige knock-out van zijn sportieve loopbaan. Dat gebeurde in de tweede ronde in de wedstrijd tegen de Brit Pele Reid tijdens de Europese kampioenschappen 1992 in Varna waarbij hij door een trap tegen de grond ging. Omdat men bij deze licht contact versie van het kickboksen niet meerdere keren tegen de grond mag gaan, werd de wedstrijd door de scheidsrechters onmiddellijk afgebroken.

### 1992 tot 1996: Amateurboksen
Als amateur was Vitaly een succesvol bokser. Hij won 195 wedstrijden (waarvan 80 voortijdig) en leed 15 nederlagen. Zo won hij onder andere driemaal het Oekraïens kampioenschap. Ook won hij in 1995 de militaire kampioenschappen in Rome, waarbij hij in de finale van de Rus Alexei Lesin won op basis van punten. In 1995 werd hij tweede bij het wereldkampioenschap boksen voor amateurs doordat hij van Lesin op basis van punten verloor.

### Professional sinds 1996
Na de Olympische Zomerspelen 1996 waar hij wegens doping niet aan deel mocht nemen werd hij samen met zijn broer professioneel bokser. Zijn debuut als professional maakt hij op 16 november 1996 waarbij hij in Hamburg Tony Bradham knock-out sloeg in de tweede ronde.
Zijn eerste grote titel won hij in 1998 door Europees kampioen te worden bij de zwaargewichten. Na zijn serie van 24 gevechten die hij won op knock-out werd hij op 26 mei 1999 wereldkampioen van de WBO. Hij versloeg Herbie Hide in de tweede ronde met een knock-out. Deze WBO-gordel verdedigde hij in twee gevechten met succes.
Op 1 april 2000 verloor hij onverwachts zijn wereldtitel aan de Amerikaan Chris Byrd. Na afloop van de negende ronde gaf hij op door een blessure aan zijn schouder. Na een korte pauze wegens deze blessure maakt hij op 25 november 2000 zijn comeback tegen Timo Hoffmann in een gevecht om de Europese titel. Dit was de eerste wedstrijd in zijn profcarrière dat hij op basis punten won. Hierna won hij verschillende gevechten onder meer tegen Orlin Norris, Ross Puritty, Vaughn Bean en Larry Donald en mocht hierdoor de wereldkampioen van dat moment, Lennox Lewis, uitdagen. Op 21 juni 2003 verloor hij dit gevecht in het Staples Center van Los Angeles met technisch knock-out. In de zesde ronde werd de wedstrijd op aandringen van de ringarts wegens diepe wonden onder en boven het linkeroog met veel bloedverlies, veroorzaakt door slagen van Lewis, afgebroken. Volgens alle puntenzetters had hij op dat moment vier van de zes rondes gewonnen.
Ondanks deze ongelukkige samenloop van omstandigheden bleef hij toch hoog geplaatst op de wereldranglijst. Op 24 april won hij tegen Corrie Sanders de vacante wereldtitel door hem in de achtste ronde technisch knockout te slaan. Op 11 december 2004 verdedigde hij met succes de wereldtitel tegen Danny Williams.
Op 9 november 2005 beëindigde hij zijn bokscarrière. Door een knieblessure en een rugblessure kon hij zijn wereldtitel niet verdedigen en dreigde hij deze te verliezen. Hij besloot daarom op zijn hoogtepunt als kampioen te stoppen. Hij zou op 22 september 2007 opnieuw in de boksring stappen tegen Jameel McCline, nadat een gevecht met regerend WBC-wereldkampioen Oleg Maskaev niet tot stand kwam. Twee weken voor het gevecht moest hij echter afzeggen, omdat hij wederom geblesseerd was, nu aan zijn rug.

### Na de pauze
Op 11 oktober 2008 maakte hij na lang blessureleed zijn rentree met een partij om de WBC-wereldtitel bij de zwaargewichten. In Berlijn versloeg hij de Nigeriaanse titelverdediger Samuel Peter. Die gooide na de achtste ronde de handdoek in de ring. Met de winst verwezenlijkte Klytsjko zijn lang gekoesterde droom om gelijktijdig met zijn jongere broer Volodymyr Klytsjko wereldkampioen te zijn. Zijn broer is namelijk ook professioneel bokser en regerend wereldkampioen IBF, WBO en IBO. Op zaterdag 16 oktober 2010 zette hij voor de vijfde keer zijn titel op het spel door tegen de Amerikaan Shannon Briggs te boksen. Klytsjko won deze partij gemakkelijk na 12 ronden op punten. Ook op 19 maart 2011 verdedigde hij met succes de wereldtitel opnieuw tegen Odlanier Solís uit Cuba. Op 10 september 2011 heeft hij zijn titel verdedigend tegen Tomasz Adamek uit Polen. Klytsjko won op technisch knock-out in de 10e ronde en behield hierdoor de WBC-titel. Op 18 februari 2012 verdedigde Vitali wederom met succes zijn titel ditmaal in München. Hij versloeg de Britse uitdager Dereck Chisora (28 jaar) op punten. De scheidsrechters waren unaniem: 118-110, 118-110, 119-111. Chisora had er een zwaar beladen duel van gemaakt. Al dagen maakte hij ruzie met Klytsjko en tijdens de officiële weging gaf hij de Oekraïner een klap in het gezicht. Vitali heeft zijn titel inmiddels al 10 keer met succes verdedigd.

### Doping
In 2004 maakte hij in zijn autobiografie bekend eerder in zijn sportcarrière steroïden te hebben gebruikt. Ook in 1996 werd hij als amateur positief getest op een verboden middel en werd toen uit het Oekraïense olympisch boksteam gezet. In zijn acht jaar durende professionele bokscarrière is hij veelvuldig getest op het gebruik van verboden middelen met immer een negatieve uitslag.

### Politiek

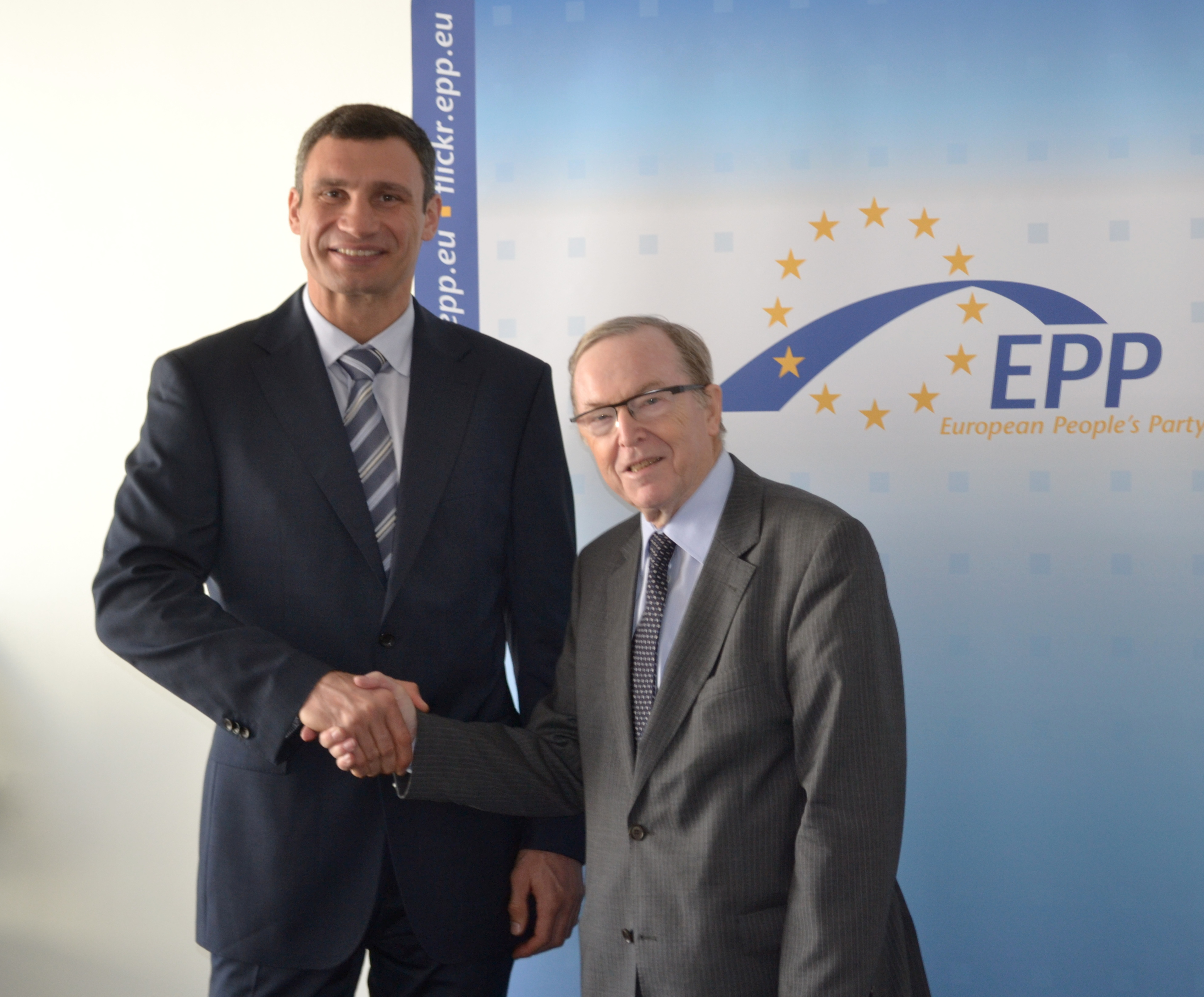
Klytsjko en EVP-voorzitter Wilfried Martens (2012)

Tijdens de Oranjerevolutie in Oekraïne koos Klytsjko de zijde van de oppositie. Hij liet dat ook blijken in 2004 toen hij met succes zijn wereldtitel verdedigde, waar hij een oranje lintje droeg als steun aan presidentskandidaat Viktor Joesjtsjenko. Op 26 maart 2006 deed Vitali Klytsjko mee aan de parlementsverkiezingen als lijsttrekker van de lijstcombinatie "Burgerschapsblok PORA-PRP". De partij werd 10e en slaagde er met 1,01% van de stemmen niet in om de kiesdrempel van 3% te halen. Evenmin slaagde hij erin gekozen te worden tot burgemeester van Kyiv.
Klytsjko steunt toenadering tot de Europese Unie. Zijn andere hoofdzakelijke standpunten zijn een betere sociale zekerheid en het bevorderen van de economie van Oekraïne. Hij wil lagere belastingen om zo de economie van Oekraïne te stimuleren. Tevens wil hij minder corruptie en meer transparantie in de politieke wereld.
Hij heeft een eigen politieke partij opgericht met de naam "Oedar", wat "stoot" betekent.
Tijdens de Euromaidan-protesten in Oekraïne in 2013-2014 is hij uitgegroeid tot een oppositieleider, waarbij Klytsjko in de zijlijn van de presidentsverkiezingen op zondag 25 mei 2014 gekozen is tot de nieuwe burgemeester van de Oekraïense hoofdstad Kyiv. Op 5 juni 2014 werd hij beëdigd.
- Biblioteca Nacional de España: XX5261164
- Bibliothèque nationale de France: cb16617051t (data)
- Gemeinsame Normdatei: 123965381
- International Standard Name Identifier: 0000 0001 1490 9707
- Library of Congress Control Number: n2006068982
- Nationale Bibliotheek van Letland: 000345479
- Nationale Bibliotheek van Tsjechië: xx0203199
- Nationale Bibliotheek van Polen: a0000002761079
- Réseau des bibliothèques de Suisse occidentale: 02-A009341250
- Système universitaire de documentation: 112460437
- Virtual International Authority File: 43730672
- WorldCat: E39PBJdrDyHjG8RcJbVfKrw9jC